# Michael Kors
Michael David Kors (nacido Karl Anderson Jr.; Nueva York, 9 de agosto de 1959) es un diseñador de moda estadounidense. En 1981 creó la marca de indumentaria Michael Kors, la cual consiguió vender en los almacenes Bergdorf Goodman en Nueva York. En 1997 comenzó a trabajar en la casa francesa Celine, su contrato le permitía seguir trabajando con los diseños de su propia firma.

## Biografía
Kors fue bautizado como Karl Anderson Jr., nació en Long Island, Nueva York, hijo de la modelo Joan Hamburger de ascendencia judía y de Karl Anderson de ascendencia sueca. Su madre se casó por segunda vez con Bill Kors, cuando él tenía cinco años, y su apellido fue cambiado a Kors. Con el tiempo cambió su nombre a Michael David Kors. Creció en Merrik, Nueva York y se graduó de la escuela preparatoria John F. Kennedy High School en Bellmore, Nueva York. Kors se casó con Lance Le Pere el 16 de agosto de 2011.

## Vida profesional
Michael Kors siempre ha sido apasionado por la moda desde temprana edad. Su madre pensaba que tenía que ver que él estuvo expuesto desde temprana edad a la industria de la moda por el trabajo de su madre. Kors, a los cinco años, diseñó el vestido de novia de su madre para su segundo matrimonio. Cuando era adolescente, Kors comenzó a diseñar y vender su ropa en la casa de sus padres, la cual llamó the Iron Butterfly. En 1977 ingresó al Fashion Institute of Techonology en Nueva York. Con tan solo nueve meses de cursar en esta, Kors abandonó la universidad y comenzó a trabajar en una boutique frente a Bergdorf Goodman en la calle 57, donde le ofrecieron un pequeño espacio donde podría vender sus propias creaciones. Poco después de eso, Dawn Mello, la directora de modas en Bergdorf, descubrió a Kors. Ella le preguntó si le gustaría mostrar su línea de ropa a los compradores de Bergforf Goodman y desde ese momento surgió su colección. En 1981, Kors lanzó su línea de moda Michael Kors en Bloomingdale´s, Bergdorf Goodman, Lord & Taylor, Neiman Marcus y Saks Fifth Avenue. En 1993 cayó en bancarrota lo que lo hizo descontinuar su línea de ropa en ese momento. Relanzó su marca en 1997 con precios más bajos.
Sin embargo, a causa de impulsar sus propias confecciones, Kors anunció en marzo de 2003 que abandonaba Celine. Su última colección, llamada Macadam Sorbonne, fue todo un éxito.
Su trabajo ha sido recompensado en varias ocasiones. Por ejemplo, en 1983, recibe el premio DuPont’s first American Original Award y, en 1997, es galardonado con el CFDA-el ‘Oscar’ de la moda- como ‘Diseñador del Año’. En 2001, volvía a recoger este galardón, aunque en esta ocasión como ‘Diseñador de Complementos del Año’.
Entre sus clientas figuran conocidas personalidades y rostros del mundo del espectáculo como Aerin Lauder, Sigourney Weaver, Julianne Moore o Gwyneth Paltrow, Daniela Kuntz, Ivelina Stefanova
Fue jurado en el Proyecto Runaway.
El 25 de septiembre de 2018, el grupo estadounidense de moda Michael Kors oficializó la compra de la casa italiana Versace, valorada en 2,120 millones de dólares.